# Jack Cardiff

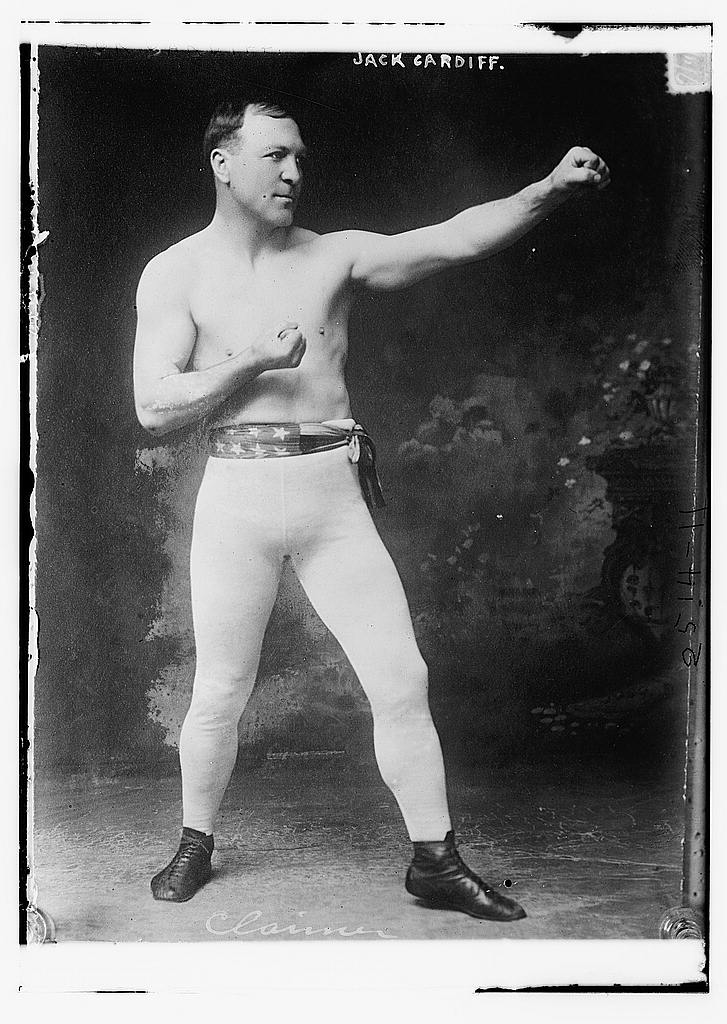
Jack Cardiff, 1910

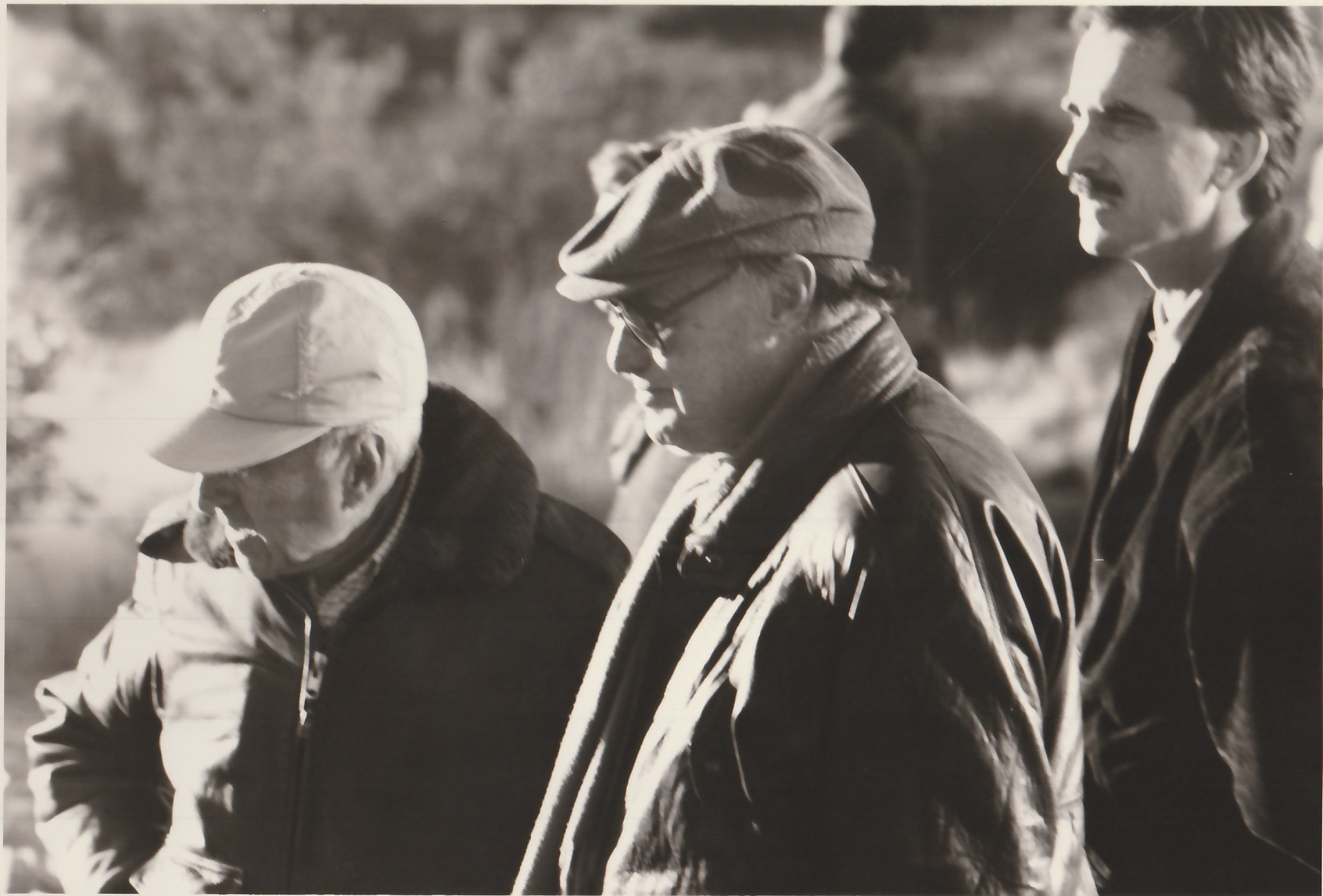
Roger Wielgus s Richardem Fleischerem a Jackem Cardiffem v Mohavské poušti během natáčení filmu Volání z vesmíru

Jack Cardiff, OBE (18. září 1914 v Great Yarmouth, Norfolk, Spojené království – 22. dubna 2009 v Kentu, Anglie) byl britský herec, kameraman, režisér a fotograf, držitel Oscara za kameru ve snímku Černý narcis, nositel Řádu britského impéria.
Začínal těsně po první světové válce hluboko v éře němého filmu jako herec, později se věnoval práci režiséra a kameramana.
Od roku 2001 je také držitelem ceny Americké filmové akademie Oscar za své celoživotní dílo a celkový přínos světovému filmu.

## Filmografie

### Režie
- 1942 Toto je barva
- 1953 William Tell
- 1958 Úmysl zabít
- 1959 Podvržený zločin
- 1960 Sons and Lovers
- 1960 Vůně tajemství
- 1962 Moje Gejsha
- 1962 Lev
- 1963 Dlouhé lodi Vikingů
- 1965 Mladý Cassidy
- 1965 Likvidátor
- 1968 Žoldáci
- 1968 Dívka na motocyklu
- 1973 Penny Gold
- 1974 Vzpoura mutantů

### Kamera
- 1937 Perutě jitra
- 1945 Caesar a Kleopatra
- 1946 Otázka života a smrti
- 1947 Černý narcis (Oscar za nejlepší kameru)
- 1948 Červené střevíčky
- 1950 Černá růže
- 1951 Africká královna
- 1953 Pán z Ballantrae
- 1954 Bosonohá komtesa
- 1956 Vojna a mír
- 1968 Dívka na motocyklu
- 1973 Scalawag
- 1977 Smrt na Nilu
- 1980 Žoldáci
- 1981 Duchařský příběh
- 1983 Hříšnice
- 1984 Poslední dny Pompejí
- 1984 Conan ničitel
- 1985 Rambo 2

### Dokumentární film

#### Televizní
- 1977 Záležitosti Michaela & Emerica
- 1998 Skvělý Technicolor
- 2001 Larry a Vivien: Zamilovaní Olivierové
- 2005 Dobrdužství Errola Flynna
- 2006 Tichá Británie

#### Ostatní
- 2002 We Get to Win This Time (video film)
- 2005 Filmaři proti magnátům